# Strižičevac
Strižičevac is een plaats in de gemeente Lipik in de Kroatische provincie Požega-Slavonië. De plaats telt 27 inwoners (2001).